# 西宁镇
西宁镇，是中华人民共和国四川省凉山彝族自治州雷波县下辖的一个乡镇级行政单位。2020年6月，撤销沙沱乡、罗山溪乡，将原沙沱乡和原罗山溪乡所属行政区域划归西宁镇管辖。

## 行政区划
西宁镇下辖以下地区：
雷马屏茶场社区、雷波林业局社区、西宁镇社区、李家坪村、西宁村、通木溪村、塘儿堡村、石厂湾村和沙沙坪村。